# Sjtsjoekinskaja (station MTsD)
Sjtsjoekinskaja (Russisch: Щукинская uitspraakⓘ) is een station aan de Rigaspoorweg in Moskou. Het station is tussen februari 2019 en september 2020 gebouwd ten behoeve van het stadsgewestelijk net en wordt bediend door lijn D2. Op 25 juni 2021 verving het de halte Pokrovskoje-Stresjnevo die 900 meter ten oosten van metrostation Sjtsjoekinskaja lag. Door de nieuwbouw ter hoogte van het metrostation kunnen reizigers makkelijk overstappen tussen de metro en het stadsgewestelijk net. De twee eilandperrons zijn bereikbaar vanaf de loopbrug tussen de toegangsgebouwen aan weerszijden van het viersporige tracé.

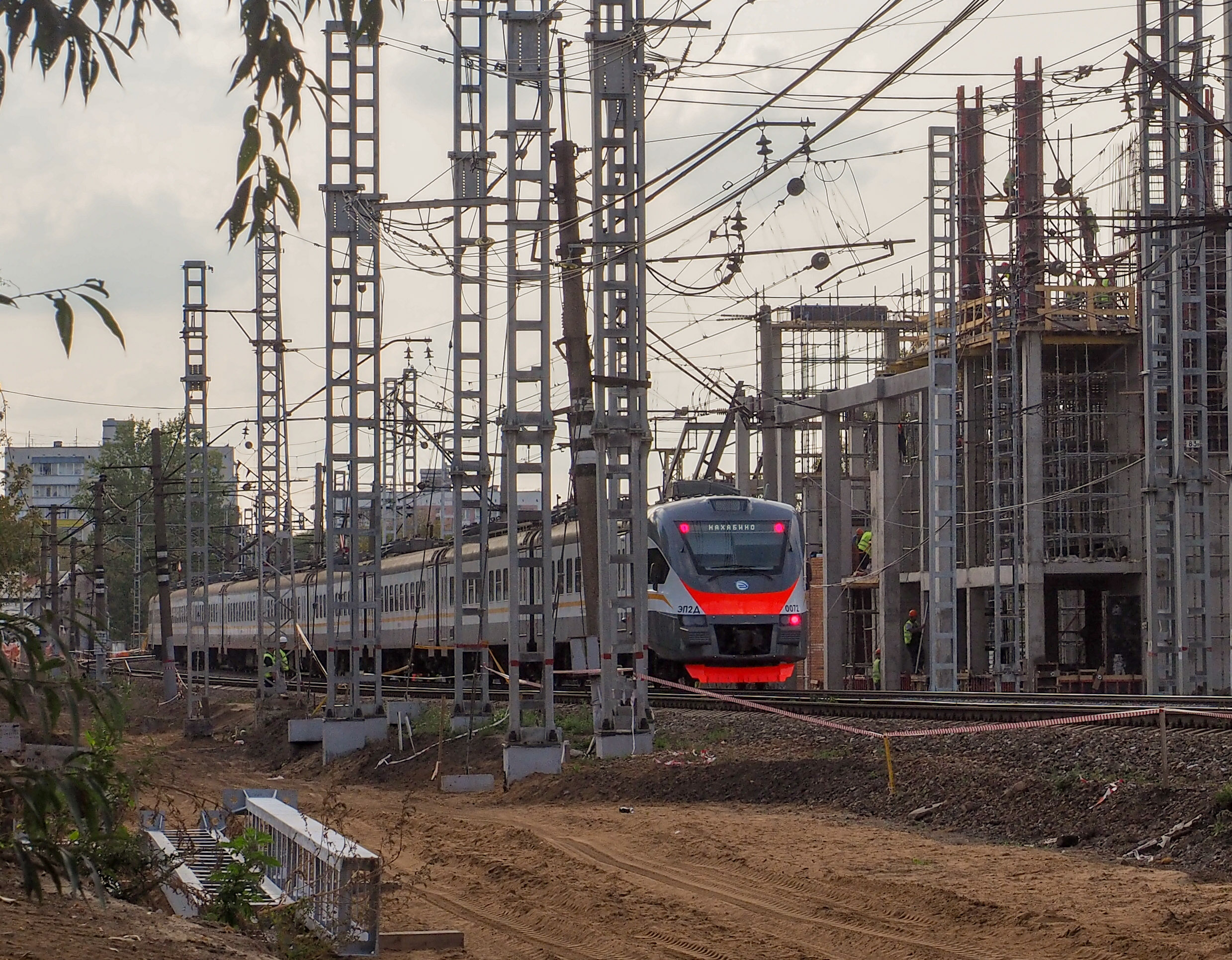
Augustus 2019
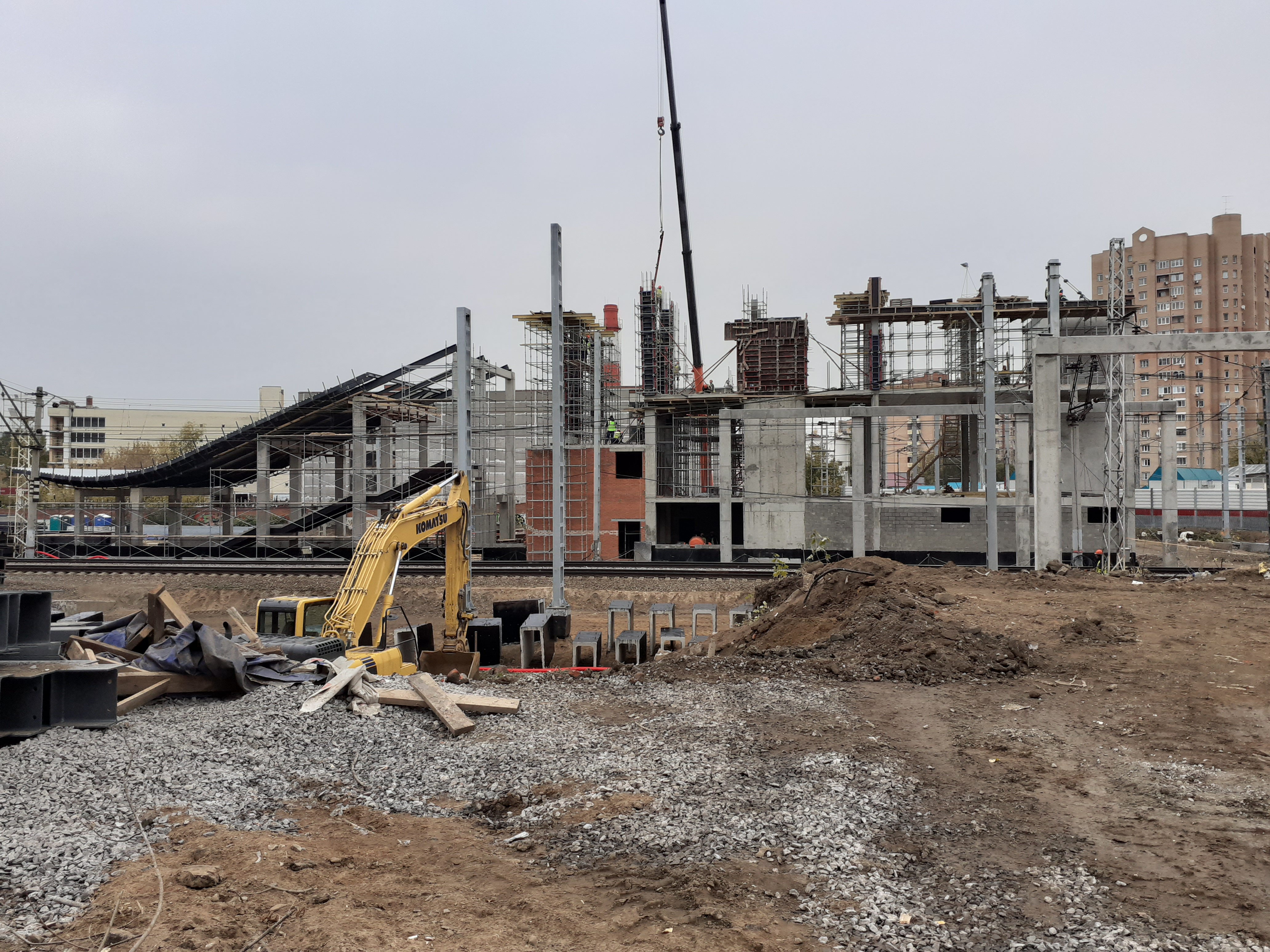
September 2019
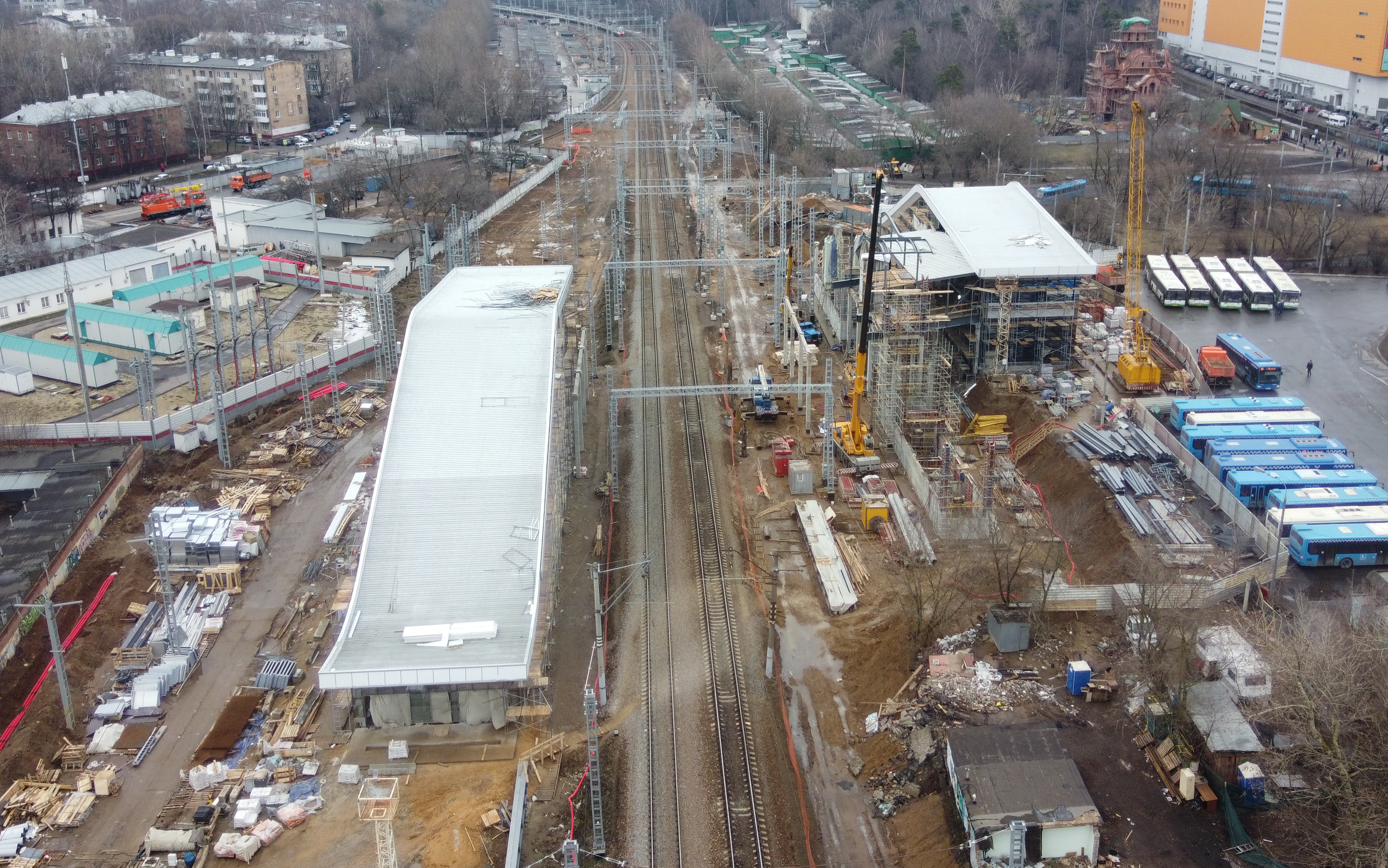
Maart 2020
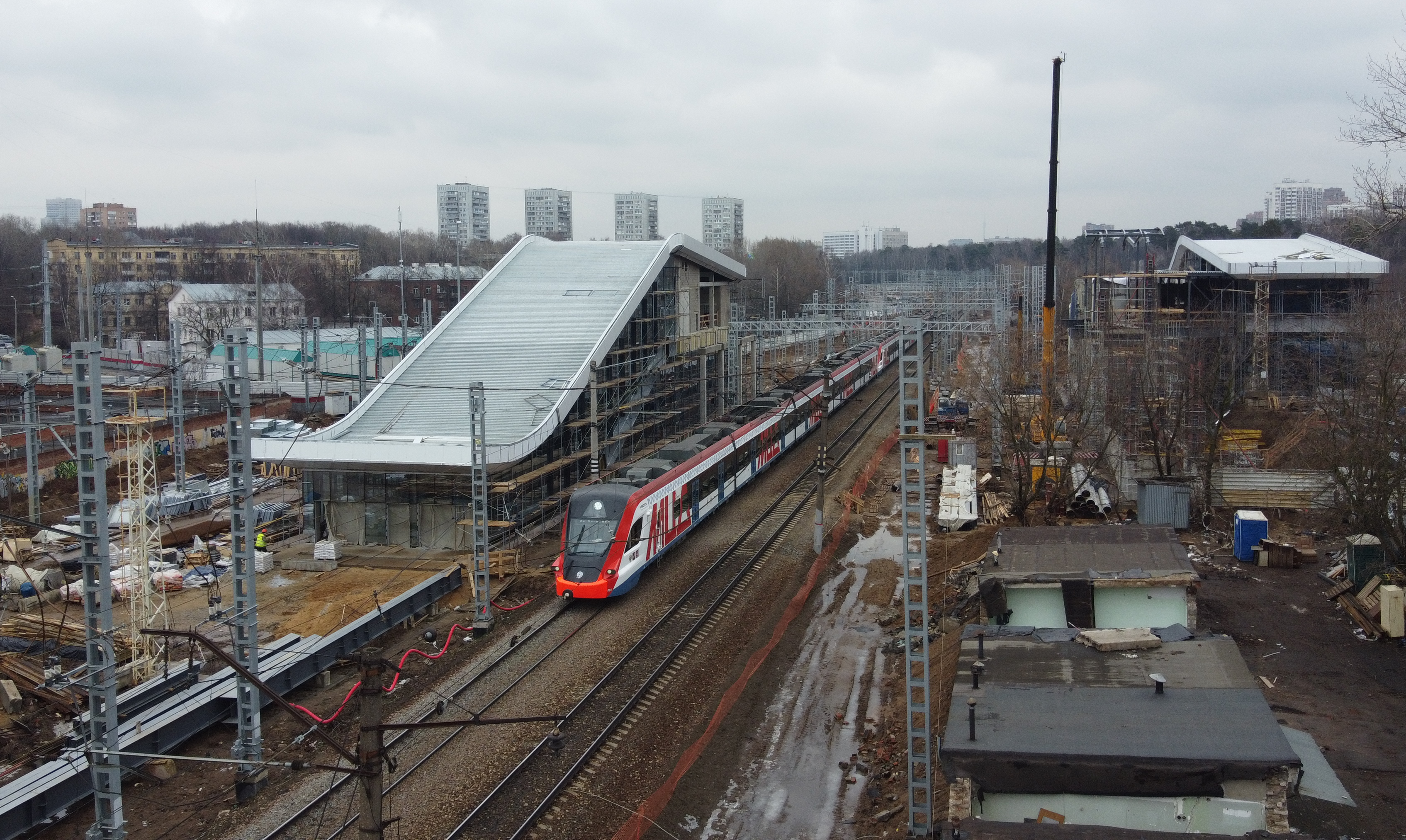
Maart 2020